# Скот (окръг, Илинойс)
Вижте пояснителната страница за други значения на Скот.
Окръг Скот (на английски: Scott County) е окръг в щата Илинойс, Съединени американски щати. Площта му е 655 km², а населението - 5537 души (2000). Административен център е град Уинчестър.